# Ballet du Bolchoï

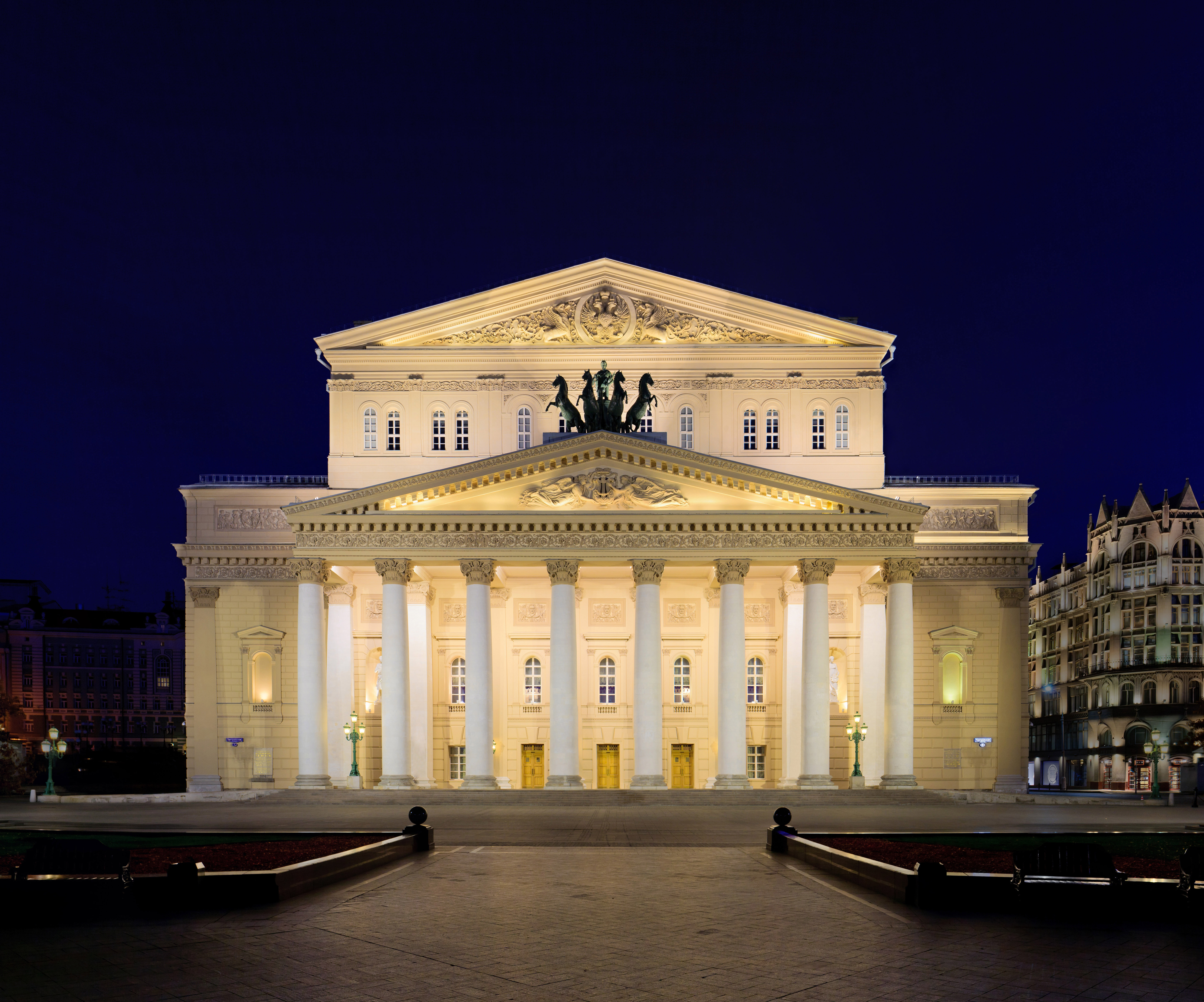
Le Théâtre Bolchoï, le bâtiment historique où se produit la compagnie, après rénovation en 2011.

Le Ballet du Bolchoï est la compagnie de ballet attachée au théâtre Bolchoï de Moscou, créée en 1776. La plupart des danseurs qui la composent sont issus de l'Académie chorégraphique d'État de Moscou, vivier privilégié de la troupe.

## Historique

### Le Théâtre Bolchoï

#### Les origines du bâtiment

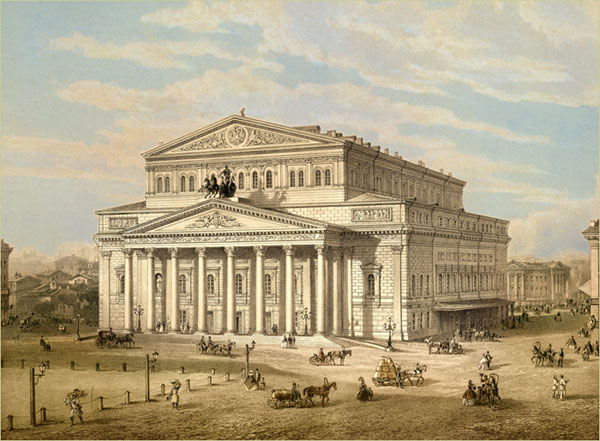
Le Théâtre Bolchoï, vers 1850.

La compagnie trouve ses racines au mois de mars 1776, date à laquelle est fondé le Théâtre Petrovsky. Quelques années plus tard, en 1825, Alexandre Ier de Russie réclame un nouveau théâtre pour remplacer l'ancien, détruit à la suite d'un incendie provoqué par le passage des troupes françaises à Moscou. Le nouveau bâtiment sera hors normes (à l'époque, seule la Scala de Milan est plus imposante), et trouvera tout naturellement son nom : en russe, "bolchoï" signifie "grand". Cependant, le bâtiment actuel est plus tardif, ayant été reconstruit puis inauguré en août 1856.

#### Une rénovation controversée
Depuis 2005, les danseurs ne peuvent plus se produire sur la scène qui leur est habituellement dévolue, puisque le Théâtre Bolchoï, très dégradé, fait l'objet d'une rénovation estimée à près de 500 millions d'euros. Les travaux n'auraient dû durer que trois ans, mais l'état du bâtiment avait été sous-évalué (les fondations étaient notamment très atteintes) et surtout, des scandales d'ordre financiers ont émaillé le chantier, qui s'est ainsi terminé avec trois ans de retard.
Pendant ce temps, les ballets donnés par la compagnie sont représentés sur la Nouvelle Scène du Bolchoï, inaugurée en novembre 2000.
Le Bolchoï rénové est inauguré en grande pompe le 28 octobre 2011. À cette occasion est donné un gala réunissant chanteurs d'opéra et danseurs de ballet, qui rendent aussi bien hommage à la tradition artistique de la Russie qu'à l'engagement des ouvriers du chantier ou des ouvreuses du théâtre. Ce gala a été retransmis en direct dans plusieurs pays, notamment en France. Mais après des travaux controversés, les premiers scandales n'ont guère tardé à arriver : le marché noir a fait des émules dès cette première date de programmation, avec des places qui se seraient revendues aux alentours de 50 000 €.

### Le Ballet du Bolchoï

#### Les origines impériales
L'histoire du Ballet du Bolchoï est émaillée d'importantes dates pour l'histoire plus générale de la danse même si, pendant les premières décennies de son existence, la compagnie se contentera de reprendre les grandes œuvres déjà jouées au Théâtre Mariinsky. En 1862, La Fille du Pharaon est créée sur la scène du théâtre moscovite et, sept ans plus tard, Don Quichotte y est dansé pour la première fois. Pour l'anecdote, en février 1877, Tchaïkovski y présente au public Le Lac des cygnes… mais le ballet est alors un échec total (le compositeur devra attendre 1895 et une chorégraphie remaniée par Marius Petipa et Lev Ivanov pour que son œuvre connaisse le succès et la postérité qu'on lui connaît).
Sous l'influence d'Alexandre Gorski (premier maître de ballet de 1901 à 1924), la compagnie développe son style propre qui fera sa renommée dans les années suivantes : en opposition avec son éternel ennemi de Saint-Pétersbourg qui privilégie une esthétique épurée et raffinée, le Bolchoï s'impose avec une danse vive, énergique et enlevée, ajoutant à l'intensité dramatique une puissance technique que d'aucuns iront jusqu'à caractériser d'athlétique.

#### L'ambiguë période soviétique

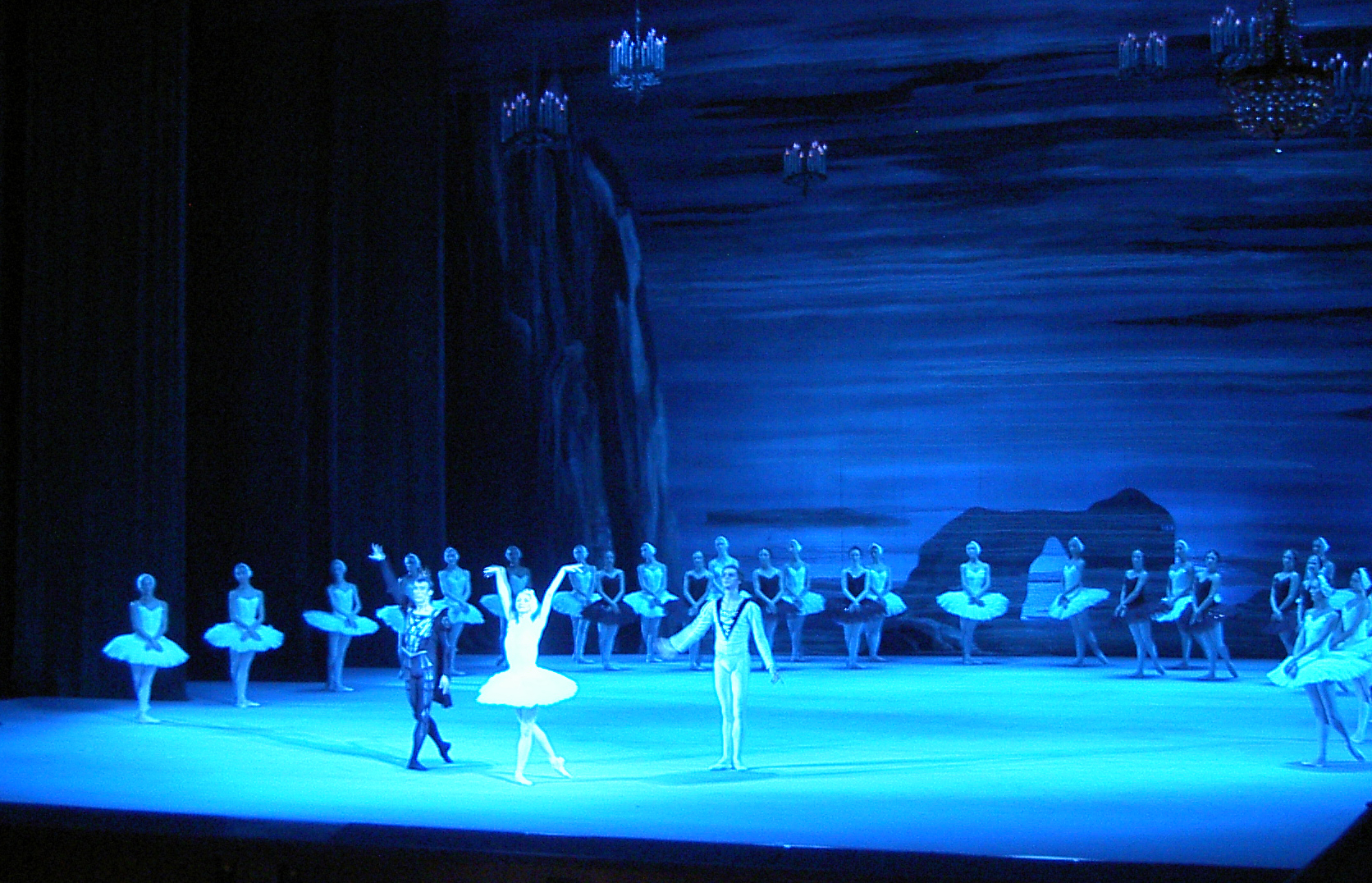
Une représentation du Lac des cygnes sur la scène temporaire du Théâtre Bolchoï, en 2006.

Au XXe siècle, le théâtre de Moscou est, bien plus que son rival le Théâtre Mariinsky, l'épicentre d'une foisonnante création soviétique ; Staline qui désirait s'attirer les faveurs des artistes encourageait vivement les productions artistiques, sans oublier cependant d'exercer un contrôle certain sur ces travaux. C'est la scène moscovite que sera créé le ballet, entre autres, le plus emblématique de cette période, Spartacus (1956). Quelques années plus tôt, en 1945, Prokofiev y avait représenté pour la première fois sa Cendrillon, qui fut un succès fulgurant et révéla au public l'illustre Galina Oulanova.
Malgré les nombreuses défections des danseurs préférant s'exiler à l'Ouest, à l'instar d'Alexander Godunov, c'est à cette époque que le rayonnement du Bolchoï est à son apogée et ce, notamment grâce à Maïa Plissetskaïa, dont le talent et la célébrité s'étendent au-delà des frontières du bloc soviétique - la ballerine est pourtant juive et fille d'un "ennemi du peuple", ce que ne lui pardonna jamais le pouvoir en place qui lui mena la vie dure.

#### Le renouveau de la compagnie
La compagnie possède l'un des répertoires les plus étendus au monde, tant sur le plan des ballets classiques que des créations plus contemporaines. Sous l'impulsion de son jeune directeur artistique Alexeï Ratmansky (en poste entre 2004 et 2009), qui a œuvré avec succès pour rehausser le niveau des danseurs et redorer l'aura internationale de la troupe - troupe qui était quelque peu tombée en désuétude après l'éclatement de l'URSS -, le Bolchoï ne cesse de monter de nouvelles pièces (de Twyla Tharp ou Léonide Massine, par exemple) et de reconstruire d'anciens ballets (comme la re-création de La Fille du Pharaon en 2004, du Corsaire en 2007, des Flammes de Paris en 2008, de Coppélia en 2009…). La compagnie est ainsi en course pour le Prix de la Meilleure compagnie étrangère, décerné par la critique anglaise (English Critics' Circle), en 2007 et 2010.

#### 2011, l'année-charnière
L'année est tout d'abord marquée par la nomination en mars de Sergueï Filine, ancien danseur étoile de la compagnie, au poste de directeur artistique du ballet du Bolchoï.

Ensuite, le théâtre Bolchoï rouvre ses portes au mois d'octobre ; c'est donc l'occasion d'un grand gala (diffusé en direct dans trente-six pays) réunissant officiels et puissants de la fédération de Russie, et glorifiant les talents des danseurs et chanteurs du Bolchoï.

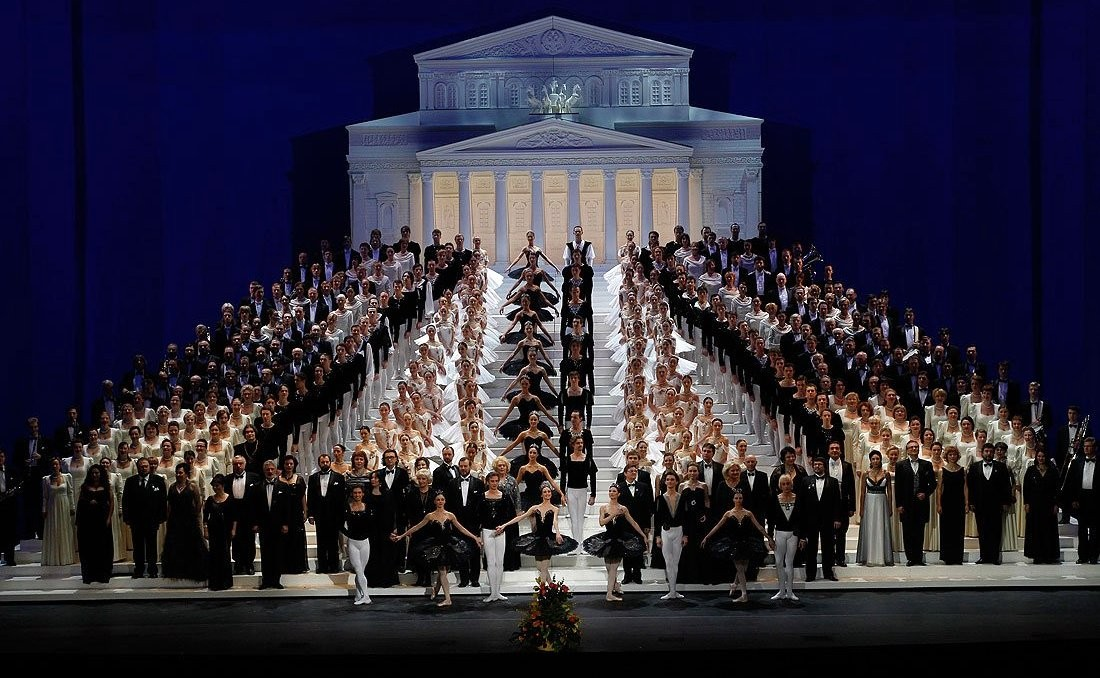
Les danseurs et chanteurs du Bolchoï réunis pour le tableau final de l'inauguration du théâtre, en octobre 2011.

Quelques semaines avant cette inauguration d'importance, le ballet du Bolchoï frappe un grand coup médiatique en engageant l'un des danseurs-phare de l'American Ballet Theatre, David Hallberg, qui rejoint ainsi les rangs de la compagnie au titre d'étoile. Faisant écho aux anciennes défections des danseurs soviétiques qui n'hésitaient pas à rejoindre les pays occidentaux, cet évènement marque la première embauche d'un danseur américain d'une telle renommée par une compagnie russe.
David Hallberg aura ainsi le privilège de danser le rôle masculin principal, aux côtés de Svetlana Zakharova, de la nouvelle production de La Belle au bois dormant, à l'occasion du retour des danseurs sur la scène historique du Bolchoï. Cette distribution ne se fera cependant pas sans heurts puisque Nikolaï Tsiskaridzé, étoile emblématique et médiatique de la troupe, la considèrera comme une insulte faite aux danseurs russes : pour un évènement aussi symbolique pour le Bolchoï, il eut été selon lui plus judicieux de ne pas mettre un danseur américain en avant.
Cependant, au mois de novembre, le couple d'étoiles Natalia Ossipova et Ivan Vassiliev annoncent leur départ pour divergences artistiques avec la politique de la compagnie, et rejoignent l'effectif du Théâtre Mikhaïlovsky qui les engage pour cinq ans. La renommée des deux danseurs dépassant largement les frontières de la Russie et participant ainsi considérablement à l'attrait du Bolchoï à l'extérieur du pays, l'affaire prend une ampleur internationale et est traitée par l'ensemble de la presse mondiale (de la Nouvelle-Zélande au Portugal) - d'autant que David Hallberg, fraîchement arrivé au Bolchoï et partenaire occasionnel de Natalia Ossipova à New York, avait invoqué la possibilité d'un partenariat plus récurrent avec elle comme l'un des arguments l'ayant poussé à intégrer les rangs de la troupe moscovite.
À la suite de cette affaire, Sergueï Filine prend la décision de nommer trois nouvelles danseuses au titre d'étoile : Nina Kapstova reçoit ainsi la consécration suprême le 20 novembre, après avoir interprété Aurore dans La Belle au bois dormant, alors qu'Ekaterina Kryssanova et Ekaterina Chipoulina sont toutes deux nommées après une représentation du Clair Ruisseau, respectivement les 3 et 4 décembre 2011.

## Le répertoire
| Ballets                     | Chorégraphes                                                           | Premières         |
| --------------------------- | ---------------------------------------------------------------------- | ----------------- |
| Aniouta                     | Vladimir Vassiliev                                                     | 31 mai 1986       |
| Carmen suite                | Alberto Alonso                                                         | 20 avril 1967     |
| Casse-noisette              | Iouri Grigorovitch                                                     | 12 mars 1966      |
| Chopiniana                  | Michel Fokine                                                          | 31 octobre 1958   |
| Chroma                      | Wayne McGregor                                                         | 21 juillet 2011   |
| Cendrillon                  | Youri Possokhov                                                        | 2 février 2006    |
| Cinque                      | Mauro Bigonzetti                                                       | 9 novembre 2011   |
| Cipollino                   | Gennadi Rykhlov                                                        | 16 avril 1977     |
| Class Concert               | Assaf Messerer                                                         | 24 février 1963   |
| Coppélia                    | Sergueï Vikharev d'après Marius Petipa et Enrico Cecchetti             | 12 mars 2009      |
| Don Quichotte               | Alexeï Fadeyechev d'après Marius Petipa et Alexandre Gorsky            | 25 juin 1999      |
| Esmeralda                   | Iouri Burlaka et Vassili Medvedev d'après Marius Petipa                | 25 décembre 2009  |
| Giselle                     | Vladimir Vassiliev d'après Jean Coralli, Jules Perrot et Marius Petipa | 25 décembre 1997  |
| Giselle                     | Iouri Grigorovitch d'après Jean Coralli, Jules Perrot et Marius Petipa | 2 mai 1987        |
| Herman Schmerman            | William Forsythe                                                       | 22 décembre 2010  |
| Illusions perdues           | Alexeï Ratmansky                                                       | 24 avril 2011     |
| In the Upper Room           | Twyla Tharp                                                            | 13 février 2007   |
| Jeu de cartes               | Alexeï Ratmansky                                                       | 18 novembre 2005  |
| La Bayadère                 | Iouri Grigorovitch d'après Marius Petipa                               | 25 novembre 1991  |
| L'Âge d'or                  | Iouri Grigorovitch                                                     | 25 mars 2006      |
| La Dame de pique            | Roland Petit                                                           | 26 octobre 2001   |
| La Fille du pharaon         | Pierre Lacotte d'après Marius Petipa                                   | 5 mai 2000        |
| La Fille mal gardée         | Iouri Grigorovitch                                                     | 6 novembre 2009   |
| La Fille mal gardée         | Frederick Ashton                                                       | 29 janvier 2002   |
| Le Lac des cygnes           | Iouri Grigorovitch d'après Marius Petipa                               | 2 mars 2001       |
| La Leçon                    | Flemming Flindt                                                        | 28 octobre 2007   |
| La Légende de l'amour       | Arif Melikov                                                           | 15 avril 1965     |
| La Sylphide                 | Johan Kobborg d'après Auguste Bournonville                             | 20 février 2008   |
| La Symphonie des Psaumes    | Jiri Kylian                                                            | 21 juillet 2011   |
| Le Clair ruisseau           | Alexeï Ratmansky                                                       | 19 avril 2003     |
| Le Corsaire                 | Alexeï Ratmansky et Iouri Burlaka d'après Marius Petipa                | 21 juin 2007      |
| Le Jeune homme et la mort   | Roland Petit                                                           | 4 juin 2010       |
| Les Flammes de Paris        | Alexeï Ratmansky d'après Vassili Vainonen                              | 3 juillet 2008    |
| Leah                        | Alexeï Ratmansky                                                       | 20 may 2004       |
| Middle Duet                 | Alexeï Ratmansky                                                       | 22 janvier 2006   |
| Grand Pas de Paquita        | Iouri Burlaka d'après Marius Petipa                                    | 15 novembre 2008  |
| Petrouchka                  | Iouri Burlaka d'après Michel Fokine                                    | 2 juillet 2010    |
| Raymonda                    | Iouri Grigorovitch d'après Marius Petipa et Alexandre Gorsky           | 10 mai 2003       |
| Roméo et Juliette           | Iouri Grigorovitch                                                     | 26 juin 1979      |
| Rubies                      | George Balanchine                                                      | 22 décembre 2010  |
| Saisons russes              | Alexeï Ratmansky                                                       | 15 novembre 2008  |
| Serenade                    | George Balanchine                                                      | 13 février 2007   |
| Spartacus                   | Iouri Grigorovitch                                                     | 9 avril 1968      |
| Symphony in C               | George Balanchine                                                      | 21 avril 1999     |
| Tarentella                  | George Balanchine                                                      | 12 mars 2004      |
| Tchaïkovsky Pas de deux     | George Balanchine                                                      | 12 mars 2004      |
| Suivront mille ans de calme | Angelin Preljocaj                                                      | 14 septembre 2010 |

## Les chorégraphes
- Alexandre Gorski : Don Quichotte, Raymonda, Le Lac des cygnes, Giselle…
- Iouri Grigorovitch : Le Lac des cygnes, Giselle, La Bayadère, La Belle au bois dormant, Spartacus, Casse-noisette, Raymonda…
- Vladimir Vassiliev : Aniouta, Giselle…
- Alexeï Ratmansky : Bolt, Le Clair Ruisseau, Jeu de cartes, Le Corsaire, Les Flammes de Paris…

Le Bolchoï ajoute régulièrement de nouvelles pièces à son répertoire, et fait ainsi appel à des chorégraphes de renom international : Pierre Lacotte remonte par exemple La Fille du Pharaon et plus récemment, Roland Petit offre à la compagnie son célèbre ballet Le Jeune homme et la Mort.

## Les danseurs

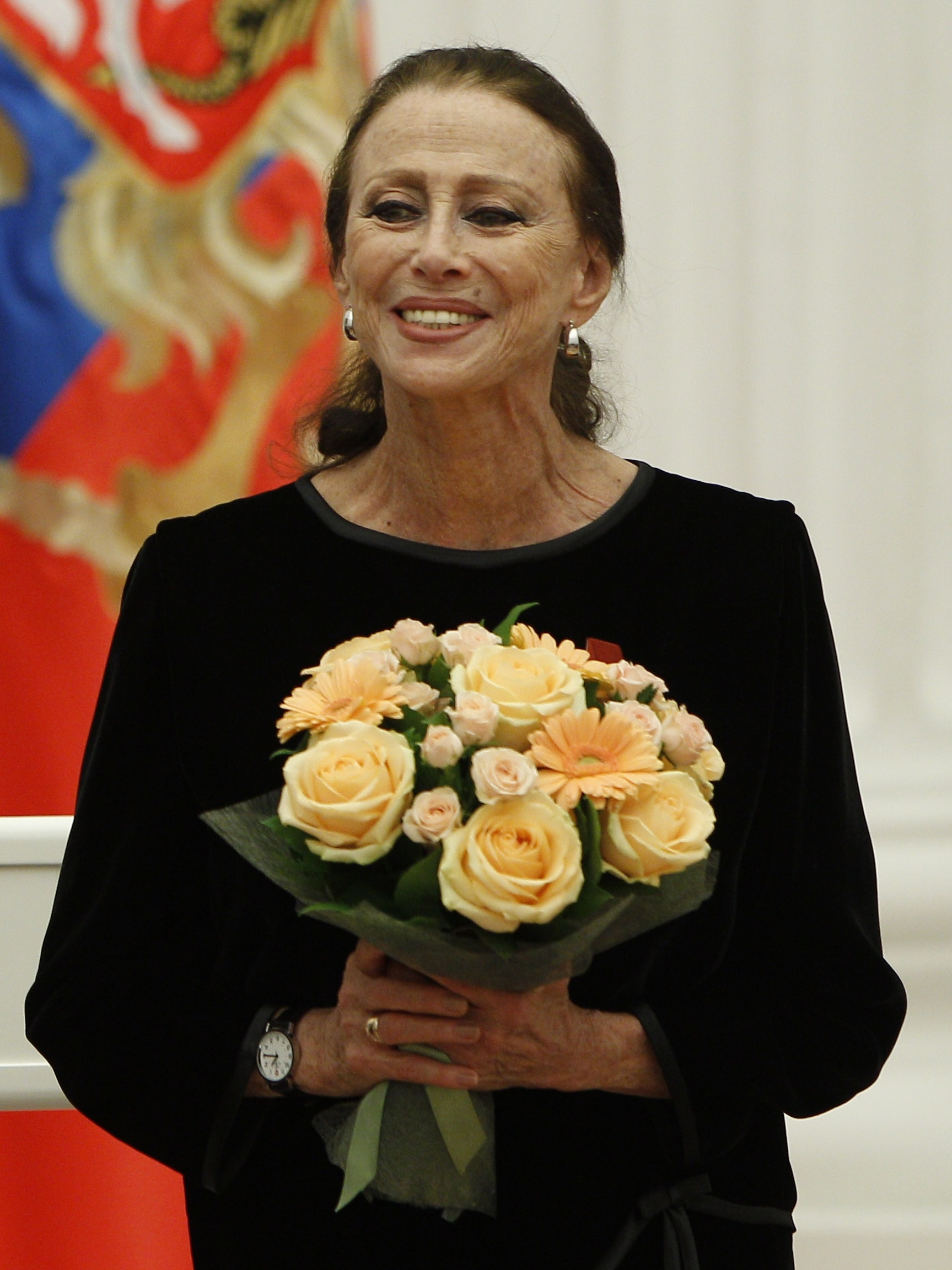
Maïa Plissetskaïa, la prima ballerina assoluta qui fut le symbole du Bolchoï durant l'ère soviétique (ici, en 2011).

Quelques grands noms du ballet : Mathilde Kschessinska (l'amante de Nicolas II de Russie), Vladimir Vassiliev et Ekaterina Maximova, Maïa Plissetskaïa (une des rares danseuses à avoir obtenu le titre de prima ballerina assoluta), Alexander Godunov (partenaire préféré de Maïa Plissetskaïa, qui devint par la suite acteur aux Usa, et qui joua notamment dans Piège de cristal), Iouri Grigorovitch (qui devint par la suite directeur artistique de la compagnie, de 1964 à 1995, et qui reprendra ce poste en 2009) et Natalia Bessmertnova, Nina Ananiashvili, Svetlana Zakharova, Larissa Saveliev, Ivan Vassiliev, Natalia Ossipova, Marina Kondratieva...

### Effectif actuel
Le Ballet du Théâtre Bolchoï compte actuellement seize premiers danseurs (премьеры), équivalent du terme français danseur étoile, dix solistes principaux (главные солисты), seize premiers solistes et vingt solistes (солисты). Le corps de ballet est composé d'environ deux cents danseurs, ce qui en fait l'un des plus importants au monde - avec notamment celui du Théâtre Mariinsky. De ce fait, le Bolchoï possède en quelque sorte l'effectif de deux compagnies et peut se produire en tournée tout en assurant ses représentations moscovites.
Quelques noms :
- Premiers danseurs : Svetlana Zakharova, Olga Smirnova, Maria Alexandrova, Ekaterina Krysanova, Ekaterina Chipoulina, Evguenia Obraztsova, Anastasia Stashkevitch, Anna Nikoulina, Artem Ovtcharenko, Artemy Beliakov, Semyon Tchoudine, Denis Rodkine, Viatcheslav Lopatine, Igor Tsvirko, etc.
- Solistes principaux : Anastasia Goriatcheva, Kristina Kretova, Eleonora Sevenard, Maria Vinogradova, David Motta Soares, Egor Guerachtchenko, etc.
- Premiers solistes : Anna Tikhomirova, Daria Khokhlova, Denis Zakharov, Vitaly Biktimirov, etc.

De plus, la compagnie convie régulièrement des danseurs extérieurs à venir danser au sein de ses productions, et accorde à certains un statut spécial d'artiste invité (гостевый артист) ; parmi ces danseurs habitués de la scène moscovite, l'on compte par exemple Evguenia Obraztsova, Carlos Acosta, Roberto Bolle, Ouliana Lopatkina, Polina Semionova ou encore Diana Vichneva.